# 四十にして惑わず
四十にして惑わず（しじゅうにしてまどわず）は、古代中国からの故事成語。

## 概要
人間とは40歳にもなれば道理というものが明らかとなり、惑うことが無くなるということが意味されている。この故事成語から転じて、不惑が40歳を指す言葉として使われている。

### 歴史

#### 古代中国
孔子による論語の為政からの言葉。この他の年齢でも、何歳になればどうなるかが示されている。
安田登によれば、孔子の時代には「四十にして惑わず」の中の「惑」という漢字は存在していない。これは口承されたものが時代を経て文字化される際に、たまたま「惑」という漢字が当てはめられたのではないかとしている。孔子の時代には「惑」という漢字は存在していないが「或」という漢字は存在している。この「或」という漢字は区切ることを意味しており、当てはめてみたら「四十にして区切らず」となり、40歳になっても自らはこんな人間であるとして周りに柵を作って区切ろうとせず、もっといろんなことをするべきではないのかということではないかとしている。40歳になって物事に区切りをつけないで判断できるようになったや、40歳で固定観念が無くなったとしていたのかもしれないという説もある。

#### 現代
安達裕哉はこの言葉を持ち出して、人間とは40歳になることで自分というものを分かれるようになるとしている。自分のことが分かっているために惑うことがないとしている。40歳前後が人生の転機であるともしている。
楠木新はこの言葉を持ち出しているが、自らも一緒に仕事をしている人も実際は40歳になっても、この言葉通りにはならず惑いっぱなしであるとしている。この言葉での40歳で惑わなくなるというのは早過ぎて、実際はもっと歳を取ってから惑わなくなるとしている。楠木新によれば孔子は30歳のときは官吏として安定していたが、40歳の時には士官先を求めて苦労していた時期で、52歳になって魯で重要な地位を得ていたとのこと。
江上剛によって書かれた『四十にして惑わず』というタイトルの小説がある。